# Castanopsis tribuloides
Castanopsis tribuloides ist eine in Südostasien vorkommende Baumart aus der Familie der Buchengewächse (Fagaceae). Die Nüsse sind essbar. Die Art kann als Pionier-Gehölz zur Wiederbewaldung eingesetzt werden.

## Merkmale
Castanopsis tribuloides ist ein immergrüner, bis über 25 Meter hoher Baum. Der Stammdurchmesser erreicht über 50 Zentimeter. 
Die kurz gestielten, meist ganzrandigen, zugespitzten bis spitzen, leicht ledrigen Laubblätter sind eiförmig, -lanzettlich bis elliptisch.
Die kleinen, etwa 2 Zentimeter großen Fruchtbecher (Cupulae) sind ellipsoid, seltener eiförmig, und mit einfachen Stacheln besetzt. Die Stacheln sind gekrümmt, stehen nicht dicht, sodass die Fruchtbecheroberfläche leicht sichtbar ist. Die behaarten Stacheln stehen regelmäßig in gekrümmten Linien.
Die kahlen, kleine Nüsse werden einzeln oder bis zu viert gebildet, sie sind eiförmig oder an einer Längsseite abgeflacht bis eingedrückt.
Blütezeit ist Januar bis November, meist von Mai bis Juni. Die Fruchtreife erfolgt von März bis November, meist von Juni bis September.

## Verbreitung und Standorte
Die Art kommt in Thailand, Indien, Nepal, Myanmar, China, Laos und Vietnam vor. Sie wächst in tieferen Bergwäldern, in Eichen-Kiefern-Wäldern und laubwerfenden Wäldern auf Granit- oder Sandsteinuntergrund. Sie kommt in Höhenlagen von 600 bis 1700 m vor, meist 100 bis 1300 m.

## Verwendung
Die Samen sind essbar.

## Weblink
- Castanopsis tribuloides in der Flora of Thailand.